# Josef Hoëné-Wronski
Josef Maria Hoëné-Wronski, nascido Josef Hoëné (Wolsztyn, 23 de agosto de 1776 — Neuilly-sur-Seine, 9 de agosto de 1853), foi um filósofo e matemático franco-polonês.

## Vida
Filho do último arquiteto do rei da Polônia. Transferiu-se para a França ainda jovem, e adquiriu a cidadania francesa em 1800, naturalizando-se francês em 1810, adotando o nome Wronski, mas antes participou da guerra de independência de seu país, de 1791 a 1794. Em 1803, consegue se juntar no observatório de Marselha, onde iniciou seus estudos sobre a estrutura e origem do universo.
Wronski era poliglota. Além de falar francês e polonês, falava hebraico, árabe, grego, latim, mas não falava inglês.
De 1819 a 1822, Wronski passou a viver em Londres, para tentar ganhar uma bonificação do conselho de longitude, tentando criar um aparelho para determinar a longitude em alto-mar.
Wronski faleceu em 1853, aos 76 anos, em Neuilly-sur-Seine, próximo a Paris.

## Trabalhos
Fez alguns estudos, quando estava no observatório de Marselha, a respeito do universo. Em 1810, publicou um estudo em que dizia ser a nova fundação de toda as ciências e da matemática. Em 1812, publicou um estudo sobre equações, mostrando que toda equação possui uma solução algébrica, indo contra o que diziam os estudos de Paolo Ruffini, no entanto Ruffini deu como certos esses estudos.
Wronski é mais conhecido pelo seu trabalho na matemática, a respeito de equações diferenciais e linearidade de funções, através do cálculo de determinantes de matrizes, que ficaram conhecidas como Wronskiano, nome este dado pelo matemático escocês Thomas Muir, em 1882, em homenagem a Wronski.

## Obras
- Introduction à la philosophie des mathématiques. Paris (1811)
- Résolution générale des equations de tous les degrés. Paris (1811)
- Philosophie de l'infin. Paris (1814)
- Canon de logarithmes. Paris (1827)
- Messianisme : union finale de la philosophie et de la religion. 2a edição. Paris 1831-1839)
- Philosophie absolue de l'histoire. (1852)